# Argyrolobium summomontanum
Argyrolobium summomontanum är en ärtväxtart som beskrevs av Olive Mary Hilliard och Brian Laurence Burtt. Argyrolobium summomontanum ingår i släktet Argyrolobium och familjen ärtväxter. Inga underarter finns listade i Catalogue of Life.